# Stenomesson aurantiacum
Stenomesson aurantiacum là một loài thực vật có hoa trong họ Amaryllidaceae. Loài này được (Kunth) Herb. miêu tả khoa học đầu tiên năm 1821.